# Epicephala ancylopa
Epicephala ancylopa là một loài bướm đêm thuộc họ Gracillariidae. Loài này có ở Ấn Độ (Assam).